# Vòng cung tiếp tuyến

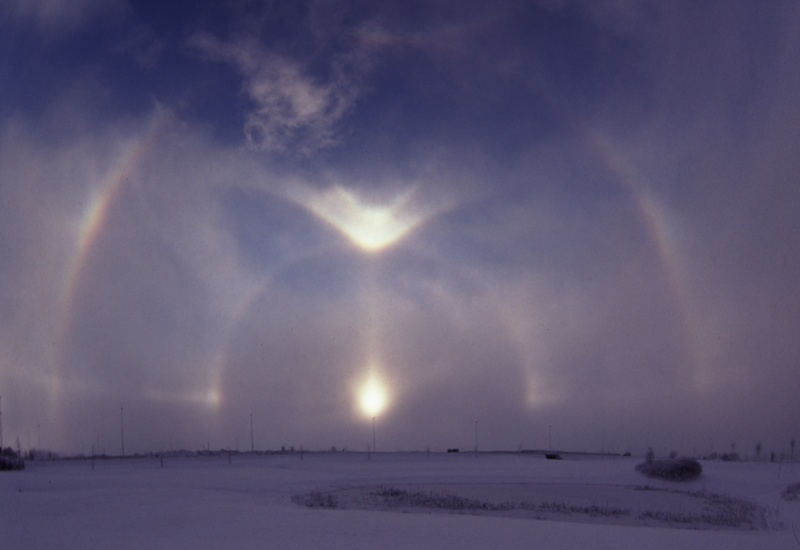
Một vòng cung tiếp tuyến trên, một hào quang 46° và hơn nữa, một vòng cung siêu đối xứng được chụp tại Falköping,Thụy Điển vào mùa đông 2002/2003

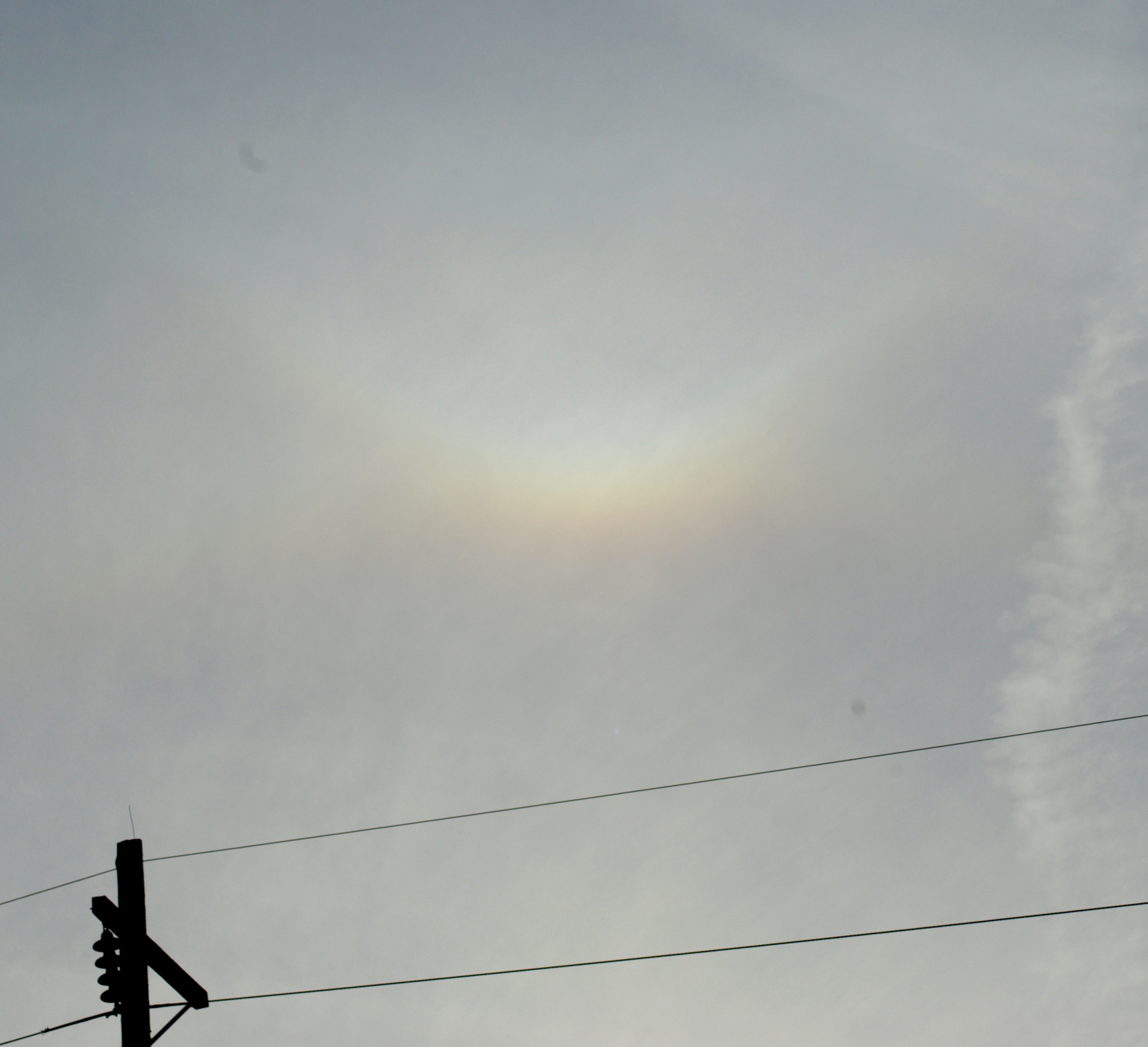
Một vòng cung tiếp tuyến trên với Mặt Trời ở độ cao thấp.

Vòng cung tiếp tuyến (tiếng Anh: tangent arc) là một loại quầng quang, một hiện tượng quang học khí quyển, xuất hiện ở trên và dưới Mặt Trời hoặc Mặt Trăng, tiếp tuyến với hào quang 22°. Để tạo ra các cung này, các tinh thể băng lục giác hình que cần phải có trục dài thẳng hàng với nhau.

## Mô tả
Vòng cung trên

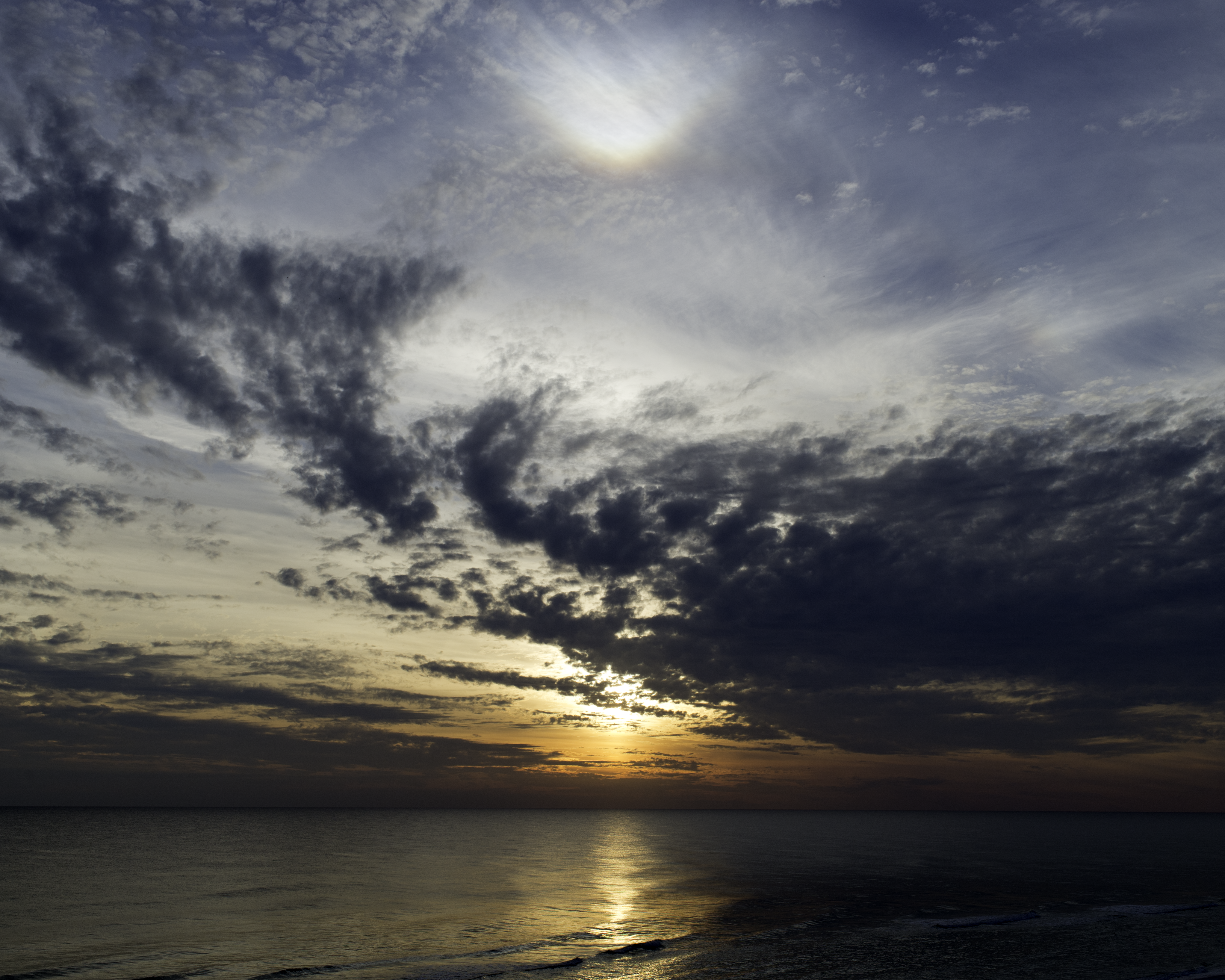
Một vòng cung tiếp tuyến có thể nhìn thấy phía trên Mặt trời, Bãi biển Santa Rosa, Florida ngày 24 tháng 11 năm 2015

Hình dạng của một cung tiếp tuyến trên thay đổi theo độ cao của Mặt Trời; khi Mặt Trời ở vị trí thấp (dưới 29-32°), nó xuất hiện như một vòng cung phía trên Mặt Trời tạo thành một góc nhọn. Khi Mặt Trời mọc trên đường chân trời, đường cong của vòng cung cong vào phía hào quang 22° trong khi dần trở nên dài hơn. Khi Mặt Trời mọc qua 29-32°, vòng cung tiếp tuyến trên kết hợp với vòng cung tiếp tuyến dưới để tạo thành hào quang ngoại tiếp.
Vòng cung dưới
Vòng cung tiếp tuyến dưới hiếm khi được quan sát, xuất hiện bên dưới và tiếp tuyến với hào quang 22° tập trung vào Mặt Trời. Cũng giống như vòng cung tiếp tuyến trên, hình dạng của vòng cung dưới phụ thuộc vào độ cao của Mặt Trời. Khi Mặt Trời chạm trên đường chân trời, vòng cung dưới tạo thành một góc nhọn, hình cánh bên dưới Mặt Trời. Khi Mặt Trời đang tiếp tục mọc phía trên đường chân trời, vòng cung bắt đầu tự gập lại và sau đó có hình dạng của một vòng cung rộng. Khi Mặt Trời lên trên 29-32°, nó bắt đầu mở rộng và hợp nhất với vòng cung trên để tạo thành hào quang ngoại tiếp.
Vì theo định nghĩa, độ cao Mặt Trời phải vượt qua 22° so với đường chân trời, hầu hết quan sát của hiện tượng này đến từ các điểm quan sát trên cao như núi và máy bay.

## Nguồn gốc

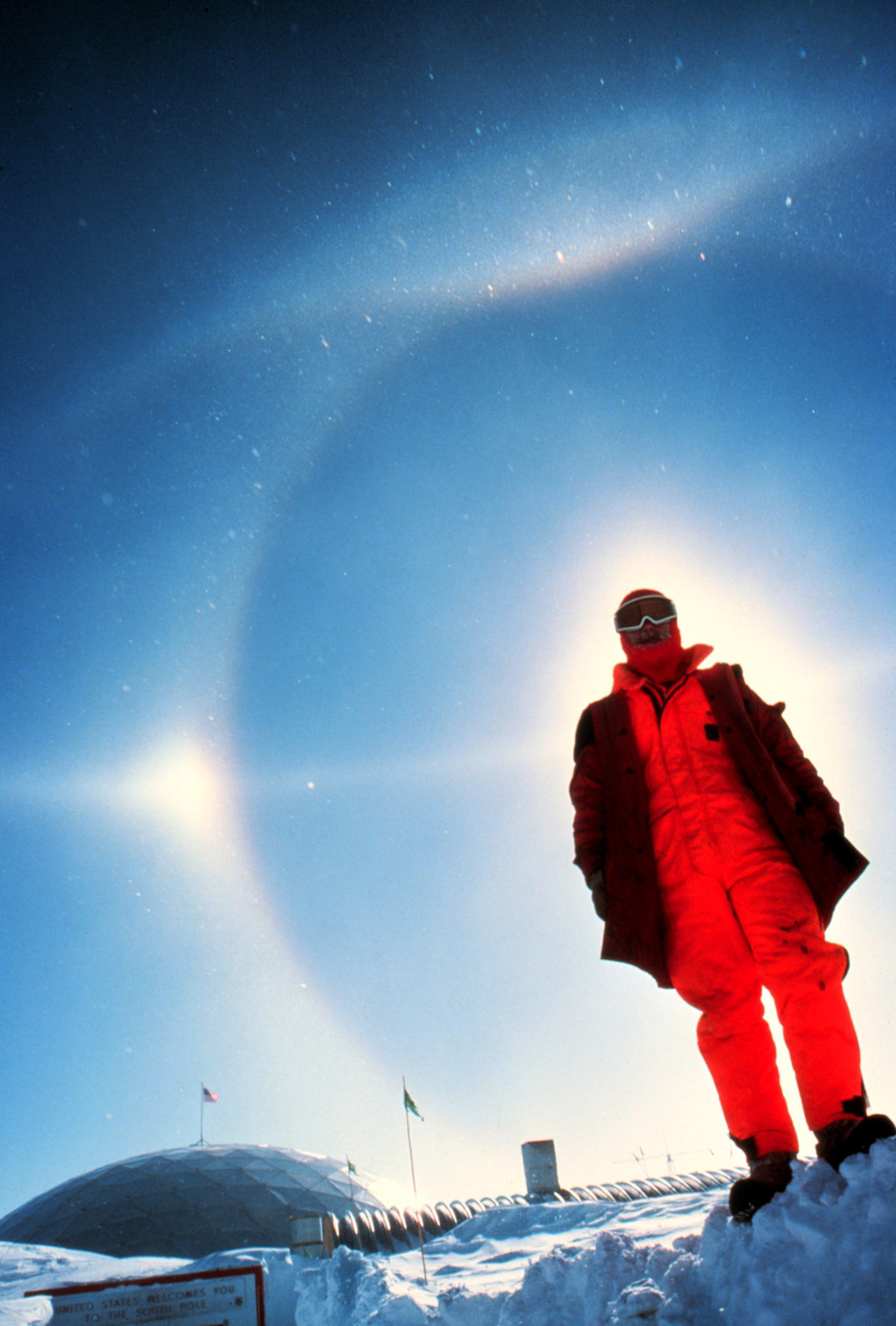
Một hào quang tại Nam Cực, Nổi bật trong bức ảnh là một số hiện tượng khác biệt: một vòng tròn parhelic, một hào quang 22° với một Mặt Trời giả và một vòng cung tiếp tuyến trênẢnh bởi: Cindy McFee, NOAA, tháng 12/1980.